# NANA MIZUKI LIVE PARK×MTV Unplugged: Nana Mizuki
『NANA MIZUKI LIVE PARK×MTV Unplugged: Nana Mizuki』（ナナ・ミズキ・ライブ・パーク クロス エムティーヴィー・アンプラグド: ナナ・ミズキ）は、水樹奈々の18作目となるライブ映像作品（通算25作目の映像作品）。2017年3月8日にキングレコードからBlu-ray Disc、DVDが発売された。

## 概要
自身の映像作品としては、前作『NANA MIZUKI LIVE GALAXY』から約6ヶ月ぶりのリリース。2016年9月22日に阪神甲子園球場で開催された「NANA MIZUKI LIVE PARK 2016」と、同年10月23日開催・収録し2017年1月29日にMTVジャパン他で放送された「MTV Unplugged: Nana Mizuki」の模様を収録している。
映像特典として、両公演のメイキング映像のほか、「LIVE PARK」で使われたバックバンド「Cherry Boys」の歌う「燃えろ!! チェリボナイン」の映像、「LIVE PARK」の水樹やスタッフ達によるオーディオコメンタリーを収録している。

## 収録内容

### NANA MIZUKI LIVE PARK 2016
| 01 | OP MOVIE                                        |
| 02 | アオイイロ                                      |
| 03 | POWER GATE                                      |
| 04 | It's Only Brave                                 |
| 05 | MC1                                             |
| 06 | Naked Soldier                                   |
| 07 | SCARLET KNIGHT                                  |
| 08 | アンティフォーナ                                |
| 09 | Cherry Boys SHOWCASE「燃えろ!! チェリボナイン」 |
| 10 | POP MASTER                                      |
| 11 | 76th Star                                       |
| 12 | MC2                                             |
| 13 | Summer Sweet                                    |
| 14 | コイウタ。                                      |
| 15 | team YO-DA SHOWCASE「爆発 LOVE LOVE」           |
| 16 | The NEW STAR                                    |
| 17 | Faith                                           |
| 18 | MC3                                             |
| 19 | TRANSMIGRATION                                  |
| 20 | 熱情のマリア                                    |
| 21 | SHORT MOVIE「my dear PARK」                     |
| 22 | STARTING NOW!                                   |
| 23 | レイジーシンドローム                            |
| 24 | 7COLORS                                         |
| 25 | MC4                                             |
| 26 | STAND UP!                                       |
| 27 | MC5                                             |
| 28 | MASSIVE WONDERS                                 |
| 29 | ETERNAL BLAZE                                   |
| 30 | アパッショナート                                |
| 31 | MC6                                             |
| 32 | BRAVE PHOENIX                                   |
| 33 | ENCORE                                          |
| 34 | Fun Fun★People                                  |
| 35 | MC7〜阪神タイガースの歌 (六甲颪)                |
| 36 | You have a dream                                |
| 37 | ミラクル☆フライト                               |
| 38 | MC8                                             |
| 39 | 恋想花火                                        |
| 40 | W ENCORE                                        |
| 41 | MC9                                             |
| 42 | JET PARK                                        |
| 43 | ENDING                                          |
| 44 | ENDROLL                                         |

### MTV Unplugged: Nana Mizuki
| 01 | イントロダクション                |
| 02 | innocent starter                  |
| 03 | Silent Bible                      |
| 04 | MC1                               |
| 05 | 夢幻                              |
| 06 | 純潔パラドックス                  |
| 07 | PHANTOM MINDS                     |
| 08 | MC2                               |
| 09 | DISCOTHEQUE                       |
| 10 | エゴアイディール                  |
| 11 | Justice to Believe                |
| 12 | MC3                               |
| 13 | 深愛                              |
| 14 | ENCORE                            |
| 15 | MC4                               |
| 16 | オルゴールとピアノと -holy style- |
| 17 | MC5                               |
| 18 | 星空と月と花火の下                |
| 19 | ENDING                            |

### 映像特典
Making of LIVE PARK
燃えろ!! チェリボナイン
Making of MTV Unplugged: Nana Mizuki
オーディオコメンタリー

## コンサートデータ

### NANA MIZUKI LIVE PARK 2016
2016年9月22日に阪神甲子園球場で開催されたライブコンサート。大の阪神タイガースのファンである水樹にとっては念願の甲子園での初ライブ開催となり、甲子園としても2015年まで長年TUBEがライブを開催し続けてきており、TUBE以外のアーティストがライブを開催するのは15年ぶり、ソロアーティストとしては初となる。
悪天候での開催となったが、球場での開催かつ、ステージコンセプトを「公園」にしたことから、随所にそれが組み込まれた演出を取り入れており、ステージセットはジャングルジムを模した形としており、開幕時には多数の風船が飛ばされ、cherry boys紹介映像はQVCマリンフィールドで収録した野球を題材とした映像となっている。7曲目の「POP MASTER」の前には甲子園名物のラッキーセブンのファンファーレにのせて観客がジェット風船を飛ばしている。公式サイトでの「夏のダンス曲」投票で選ばれた「Faith」も披露した。また、「STARTING NOW!」の前のショートムービーでは同曲が主題歌として使われた『この美術部には問題がある!』で共演した上坂すみれが出演、同曲披露時には大きさ12mの恐竜の骨格に乗って登場している。また、終盤ではアルバム『NEOGENE CREATION』の発売が発表され、その中から「STAND UP!」が初披露された。アンコールでは豪雨の中、4ヶ月猛特訓したサックスで「Fun Fun★People」と「六甲おろし」を演奏している。
当日はデイリースポーツがインタビュー記事や過去記事のアーカイブなどで構成した開催記念特集号を制作、球場近くの特設店舗やAmazonで販売を行った。また、オープニングシーンの場面写真が2017年の甲子園カレンダーの9月のページに用いられている。
なお、当日まで続いた雨の影響により、開催後に各種メディアで、甲子園の天然芝が痛み、阪神戦開催に影響が出るのではという報道がなされた。これを受けて所属するキングレコードとシグマ・セブン、ライブ主催者の毎日放送、エフエム大阪、サウンドクリエーターが連名で公式サイトでコメントを発表、今回の公演は球場側との打ち合わせどおりに行われたもので、会場設営からライブまで続いた荒天による影響が大きく、想定以上の負荷がかかったことを説明した上で「多くの野球ファンの皆様ならびに関係各所の皆様にご心配をおかけいたしました」としており、球場の管理を行う阪神園芸の関係者も取材に対し「水樹さんが悪いのではなく、誰のコンサートでもこうなっていた。雨がずっと降っていたため」と説明している。
2020年5月31日には水樹の公式YouTubeチャンネルにおいてライブ映像のプレミア公開が行われた。一部を除くMCパートやCherry Boys・team YO-DAの映像セクションは省略しつつ、ライブ映像の前後には水樹からのコメント映像を追加、配信中には公式Twitterアカウントにて水樹のコメントのリアルタイム配信も行った。

### MTV Unplugged: Nana Mizuki
2016年10月23日に行われた、MTVアンプラグドのライブ収録で、昼夜2公演行われた。声優による初のアンプラグドライブ開催であると共に、MTVジャパン制作のアンプラグドライブとしては30作目となる。当日は水樹自身の曲だけでなく、MTVからカバー曲の提案があったことから、2000年に原宿アストロホールで開催されたライブで一度歌ったことのあるデビー・ギブソンの「Lost in Your Eyes」を歌っている。
今回の公演は4K画質で映像収録されており、2017年1月29日の初回放送ではMTVだけでなくスカパー!プレミアムサービスの4K専門チャンネル「スカパー!4K総合」でも放送されている。またリピート放送として上記2チャンネルのほか、BSスカパー!でも放送されている。また、事前番組としてMTVでは、水樹が影響受けた洋楽のミュージックビデオを水樹のコメントと共に放送する「MTV Select 10: 水樹奈々」、水樹のこれまでのライブから自身が厳選したステージを放送する「水樹奈々 Live Selection」（全3回）、BSスカパー!ではアンプラグドの模様から科学の力で水樹の歌声の秘密を分析する「水樹奈々のMTV Unpluggedを科学する」が放送された（2018年1月10日発売のベストアルバム『THE MUSEUM III』付属BD/DVDに「Special Edition」として収録された）。